# Sender Kreuzberg
Der Sender Kreuzberg ist eine seit 1951 existierende Sendeanlage des Bayerischen Rundfunks auf dem Kreuzberg, einem 927,8 m ü. NHN hohen Berg nahe Bischofsheim in der Rhön im bayerischen Landkreis Rhön-Grabfeld des deutschen Mittelgebirges Rhön.
Der Sendemast des Senders ist knapp 227 m hoch. Ausgestrahlt werden UKW-Rundfunk sowie digitale Radio- und Fernsehprogramme. Zudem wird der Mast auch von zahlreichen Funknetzbetreibern genutzt.
Der Sendemast auf dem Kreuzberg stellt das höchste Bauwerk im Regierungsbezirk Unterfranken dar, er ist der zweithöchste Sendemast des Bayerischen Rundfunks und der vierthöchste Sender Bayerns. Die Mastspitze des Senders ist die höchste Landmarke Unterfrankens mit knapp 1.155 m.

## Geschichte und Beschreibung
Der Sender existiert seit 1951. Damals wurde ein UKW-Sender zur Übertragung des 2. Programms (heutiges Bayern2Radio) errichtet. Ab 1956 wurde von einem neuen Sender das 1. Fernsehprogramm (heutiges Das Erste) der ARD ausgestrahlt.
1960 wurde ein 156 m hoher Stahlrohrmast als Träger neuer UKW- und Fernsehantennen errichtet, durch den eine wesentliche Verbesserung der Reichweite erzielt wurde und 1985 ein 208 m hoher. Letzterer wog ohne Antennen 140 Tonnen; im Mastinnern hatte er eine Leiter mit etwa 800 Stufen, und ein Aufstieg dauerte etwa eine Stunde.
Seit 2003 strahlt der Sender auch DAB ab.
Zugunsten der Umstellung auf DVB-T wurde der analoge ARD-Kanal für Das Erste (Kanal 3) am 29. Mai 2006 eingestellt. Die analogen Programme BR und ZDF wurden von benachbarten Sender Heidelstein abgestrahlt. Fotos nach Juli 2006 zeigen, dass die 16 großen Turnstiles (zungenförmige Antennen) für das Band I abgebaut wurden. Auf älteren Aufnahmen des Mastes sind diese – oberhalb der Turnstiles für UKW – noch zu sehen. Die Antennen für DVB-T sind eine Sonderkonstruktion für gerichteten Betrieb und daher seitlich des Mastrohres an einer vertikalen Haltevorrichtung montiert. DAB wird von der obersten Ebene aus abgestrahlt (horizontale Dipolzeilen, aufgrund der besonderen Anordnung derselben auch hier mit Vorzugsrichtung). Am 25. November 2008 erfolgte der Abschluss der Grundnetzsenderumstellungen auf DVB-T in Bayern.
Am 17. August 2016 wurde der Sendemast mit einem GFK-Zylinder auf jetzt insgesamt 227 m Höhe aufgestockt. In dem neuen Zylinder befindet sich eine Antennenanlage für die DVB-T2-Fernsehausstrahlung.

## Galerie

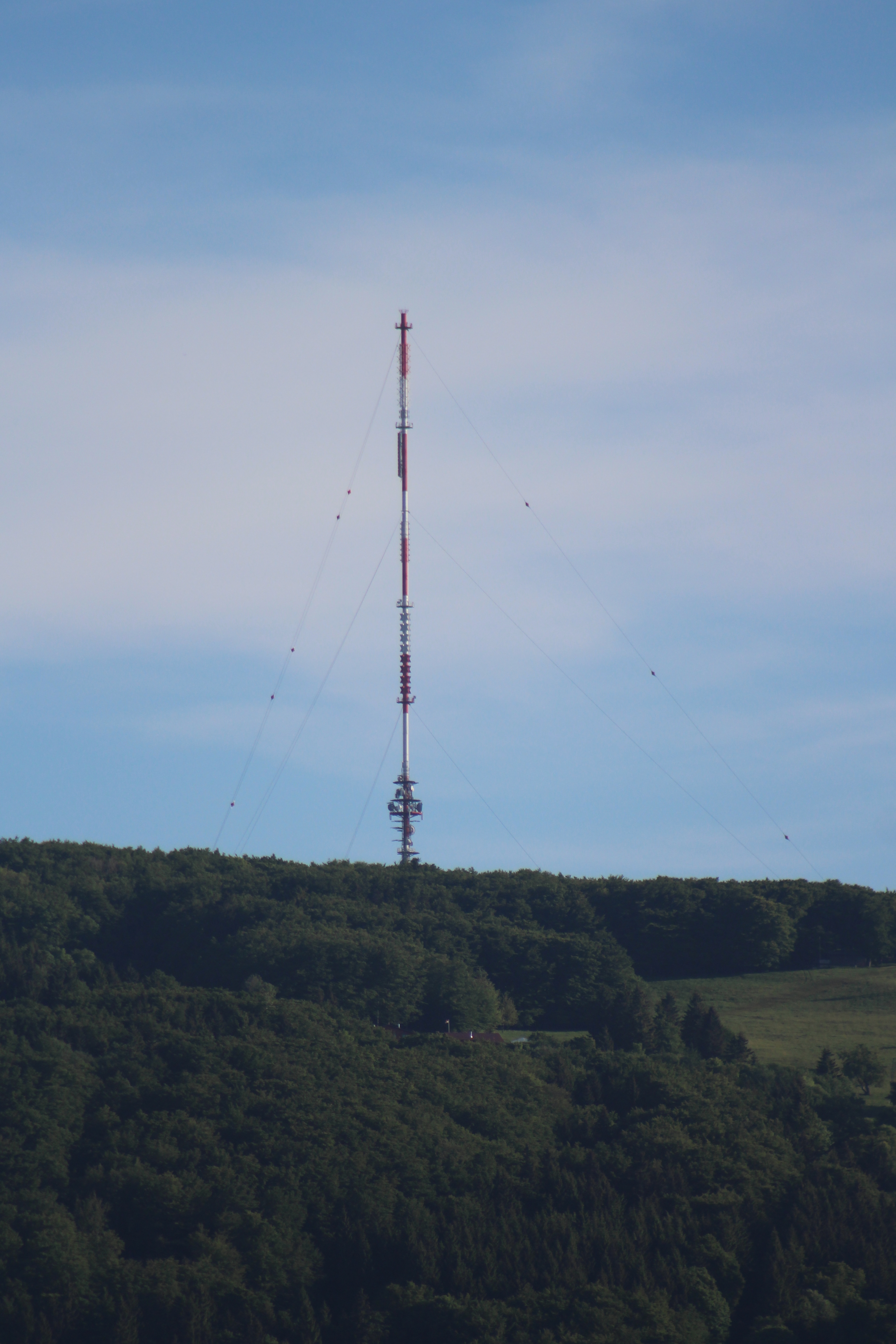
Blick aus Richtung Bischofsheim südsüdwestwärts zum Sender (2015)
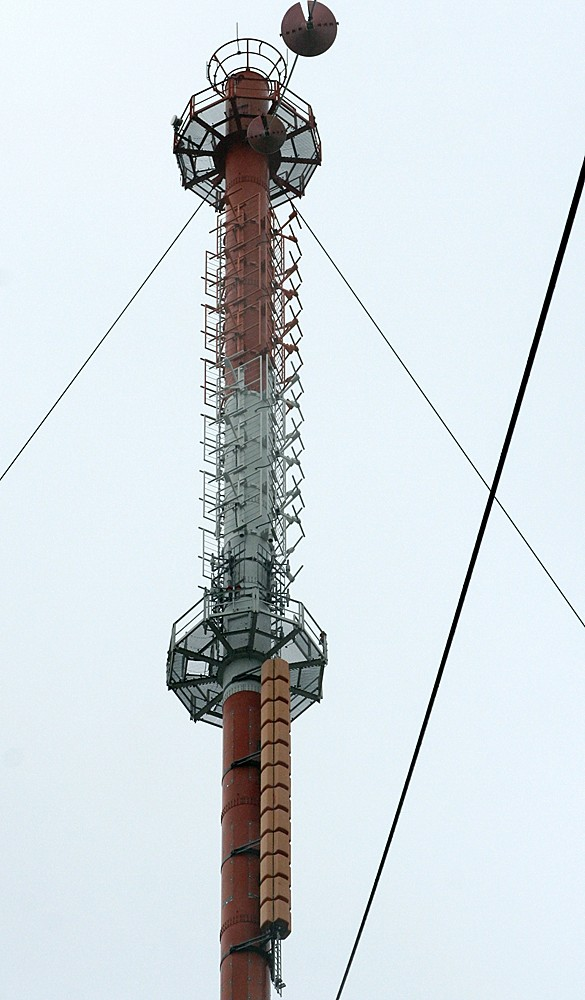
Sonderkonstruktion der DVB-T Antennen (2009)
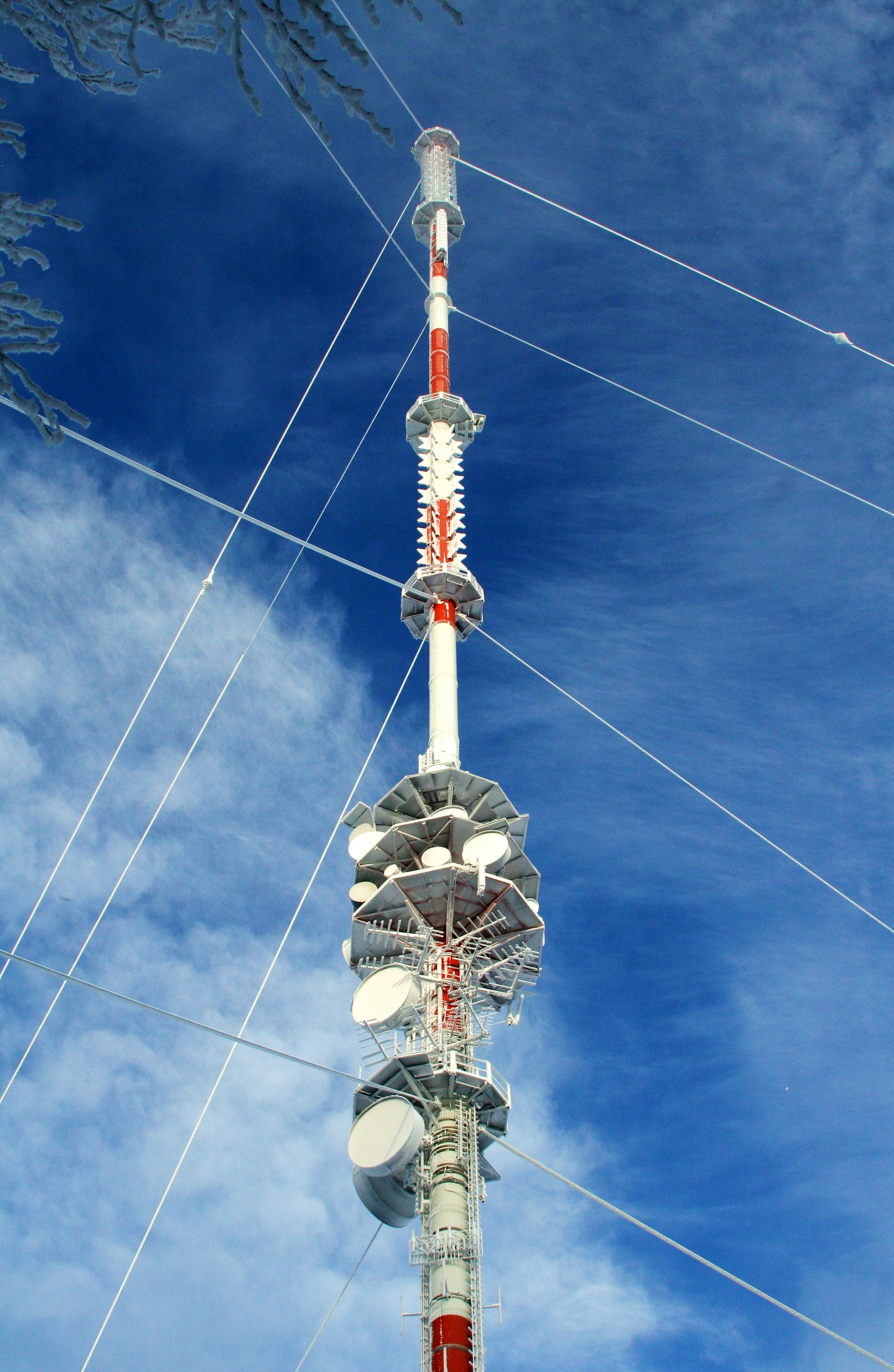
Sendemast (2010)
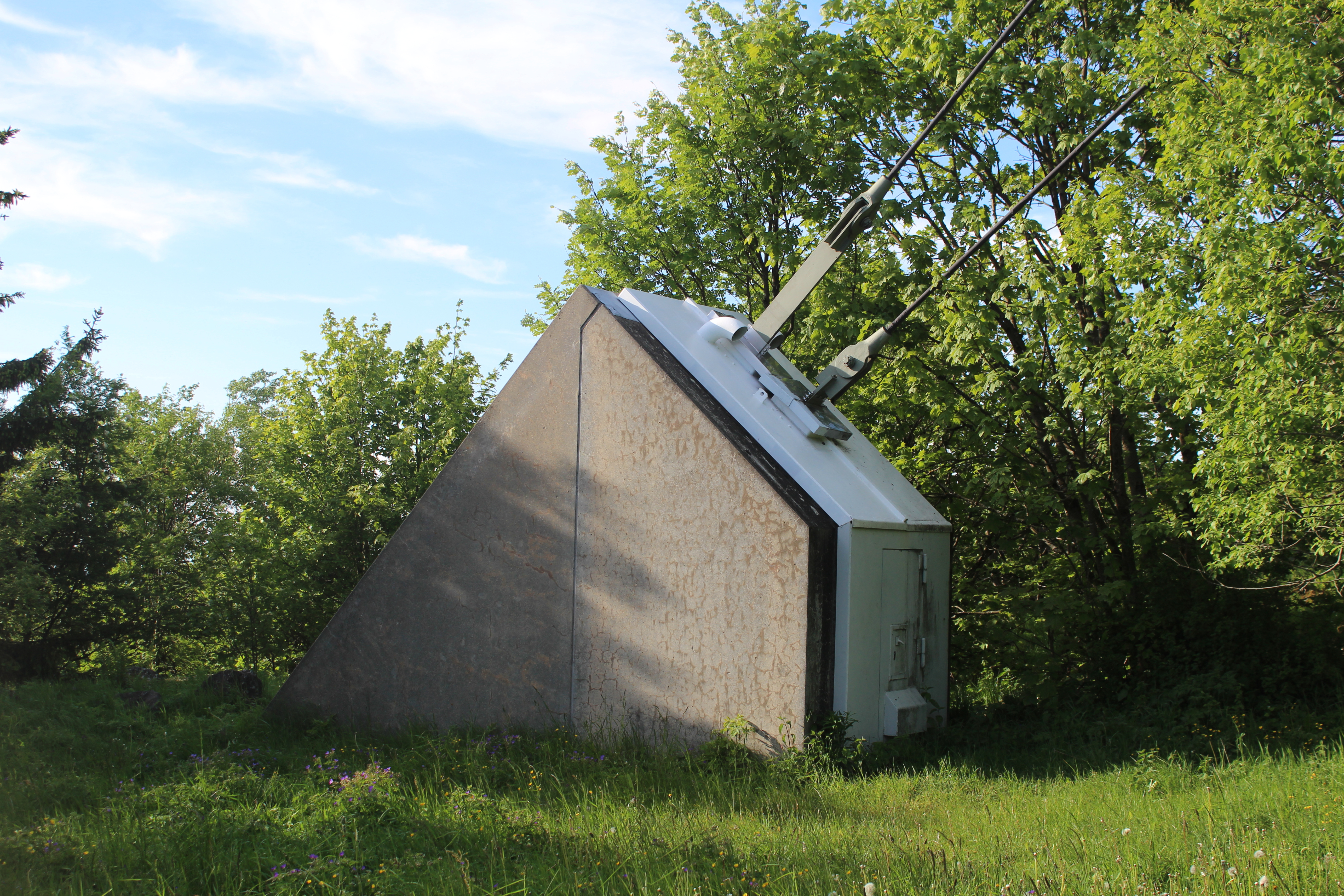
Äußere Pardunenabspannung des Sendemasts (2015)

## Frequenzen und Programme

### Analoges Radio (UKW)
In UKW werden folgende Programme ausgestrahlt:
| Frequenz (MHz) | Programm   | RDS PS            | RDS PI               | Regionalisierung | ERP (kW) | Antennendiagramm rund (ND)/gerichtet (D) | Polarisation horizontal (H)/vertikal (V) |
| -------------- | ---------- | ----------------- | -------------------- | ---------------- | -------- | ---------------------------------------- | ---------------------------------------- |
| 98,3           | Bayern 1   | BAYERN_1 B1_Main_ | D311 D711 (regional) | Mainfranken      | 100      | ND                                       | H                                        |
| 93,1           | Bayern 2   | Bayern_2          | D312                 | -                | 100      | ND                                       | H                                        |
| 96,3           | Bayern 3   | BAYERN_3          | D313                 | –                | 100      | ND                                       | H                                        |
| 107,9          | BR-Klassik | BR-KLASS          | D314                 | –                | 100      | D (50°–230°, 270°–340°)                  | H                                        |
| 105,3          | BR24       | BR24____          | D315                 | –                | 100      | D (40°–260°)                             | H                                        |

### Digitales Radio (DAB)
DAB wird in vertikaler Polarisation und im Gleichwellenbetrieb mit anderen Sendern ausgestrahlt.
| Block                        | Programme (Datendienste) | ERP (kW) | Antennen- diagramm rund (ND), gerichtet (D) | Polarisation horizontal (H)/ vertikal (V) | Gleichwellennetz (SFN) |
| ---------------------------- | --- | -------- | ------------------------------------------- | ----------------------------------------- | --- |
| 5C DRDeutschland (D__00188)  | DAB-Block der Media Broadcast: - Absolut relax (72 kbps) - Dlf (104 kbps) - Dlf Kultur (112 kbps) - Dlf Nova (104 kbps) - DRadio DokDeb (48 kbps) - Energy Digital (72 kbps) - ERF Plus (64 kbps) - Klassik Radio (72 kbps) - Radio Bob (72 kbps) - Radio Horeb (48 kbps) - Radio Schlagerparadies (64 kbps) - Schwarzwaldradio (64 kbps) - sunshine live (72 kbps) - DRadio Daten (32 kbps Daten) - EPG Deutschland (16 kbps Daten) - TPEG (16 kbps Daten) - TPEG_MM (16 kbps Daten) | 10       | ND                                          | V                                         | - Baden-Württemberg: Aalen, Baden-Baden (Fremersberg), Bad Mergentheim, Blauen, Brandenkopf, Donaueschingen, Feldberg im Schwarzwald, Freiburg (Vogtsburg-Totenkopf), Geislingen (Oberböhringen), Großerlach (Hohe Brach), Heidelberg (Königstuhl), Heilbronn (Schweinsberg), Hochrhein (Rickenbach), Hornisgrinde, Pforzheim (Schömberg-Langenbrand), Raichberg, Ravensburg (Höchsten), Reutlingen, Stuttgart (Frauenkopf), Ulm (Kuhberg) - Bayern: Amberg (Hirschau), Aschaffenburg (Pfaffenberg), Augsburg (Hotelturm), Bad Tölz (Gaißach), Bamberg (Geisberg), Büttelberg, Brotjacklriegel, Dillberg, Grünten, Herzogstand, Hochberg (Traunstein), Hoher Bogen, Inntal (Ebbs), Ingolstadt (Gelbelsee), Kreuzberg/Rhön, Landshut (Altdorf), München (Olympiaturm), Nennslingen (Büchelberg), Nürnberg, Oberammergau, Ochsenkopf, Passau, Pfänder, Pfaffenhofen, Pfarrkirchen, Pfronten, Regensburg (Hohe Linie), Unterringingen, Untersberg, Wendelstein (Bayrischzell), Würzburg (Frankenwarte) - Berlin: Berlin (Alexanderplatz), Berlin (Scholzplatz) - Brandenburg: Bad Belzig, Booßen, Brandenburg/Havel, Calau, Casekow, Cottbus, Eisenhüttenstadt, Petkus, Pritzwalk, Templin - Bremen: Bremen (Walle), Bremerhaven-Schiffdorf - Hamburg: Hamburg (Moorfleet), Hamburg (Heinrich-Hertz-Turm) - Hessen: Bad Hersfeld (Rimberg), Biedenkopf (Sackpfeife), Fulda (Hummelskopf), Frankfurt (Europaturm), Gelnhausen (Schnepfenkopf), Gießen (Dünsberg), Großer Feldberg, Hardberg, Hohe Wurzel, Hoher Meißner, Kassel (Habichtswald), Mainz-Kastel - Mecklenburg-Vorpommern: Garz (Rügen), Güstrow, Malchin, Neubrandenburg-Süd, Rostock (Toitenwinkel), Röbel, Schwerin (Zippendorf-Gr.Dreesch), Torgelow, Wismar/Rüggow, Züssow - Niedersachsen: Aurich-Popens, Braunschweig (Broitzem), Braunschweig (Drachenberg), Cuxhaven-Stadt, Dannenberg, Göttingen (Bovenden-Osterberg), Hannover (Telemax), Lingen, Lüneburg-Neu Wendhausen, Molbergen-Peheim, Osnabrück (Bramsche-Schleptruper Egge), Hildesheim (Sibbesse), Steinkimmen, Uelzen, Visselhövede, Wilhelmshaven - Nordrhein-Westfalen: Aachen (Karlshöhe), Bielefeld (Hünenburg), Bonn (Venusberg), Dortmund (Florianturm), Düsseldorf (Rheinturm), Eggegebirge, Herscheid, Hochsauerland (Hunau), Hürtgenwald-Großhau, Köln (Colonius), Langenberg, Lügde-Rischenau (Köterberg), Minden (Jakobsberg), Münster (Fernmeldeturm), Schöppingen, Siegen-Süd, Wesel - Rheinland-Pfalz: Bad Kreuznach (Schanzenkopf), Bad Marienberg (Westerwald), Bornberg, Daun (Eifel), Edenkoben (Kalmit), Heckenbach-Schöneberg (Ahrweiler), Idar-Oberstein, Kaiserslautern, Kettrichhof, Koblenz (Kühkopf), Trier (Petrisberg) - Saarland: Merzig-Merchingen, Saarbrücken (Schoksberg) - Sachsen: Chemnitz, Dresden, Geyer, Leipzig, Löbau, Neustadt, Oschatz, Schöneck, Zwickau Ost - Sachsen-Anhalt: Brocken, Burg, Dequede, Petersberg, Pettstädt (Weißenfels), Schneidlingen, Wittenberg - Schleswig-Holstein: Bungsberg, Flensburg, Heide, Helgoland, Hennstedt, Kiel (Kronshagen), Lübeck (Stockelsdorf), Schleswig, Niebüll (Süderlügum), Westerland (Sylt) - Thüringen: Bleßberg (Sonneberg), Erfurt-Hochheim, Gera, Inselsberg, Jena (Oßmaritz), Kulpenberg, Saalfeld (Remda), Lobenstein (Sieglitzberg), Weimar (Ettersberg) |
| 7B hr Radio (D__30122)       | DAB+-Multiplex des HR: - hr1 Rhein-Main (Süd) (88 kbps) - hr1 Nordhessen (Nord) (88 kbps) - hr1 Mittelhessen (Mitte) (88 kbps) - hr2 (136 kbps) - hr3 Rhein-Main (Süd) (88 kbps) - hr3 Nordhessen (Nord) (88 kbps) - hr3 Mittelhessen (Mitte) (88 kbps) - hr4 Rhein-Main (Süd) (88 kbps) - hr4 Nordhessen (Nord) (88 kbps) - hr4 Mittelhessen (Mitte) (88 kbps) - YOU FM (88 kbps) - hr-iNFO (88 kbps) - hr EPG (32 kbps) - hr journaline (32 kbps) - hr TPEG (32 kbps)               | 10       | D                                           | V                                         | - Nordhessen: Habichtswald, Hoher Meißner, Holzminden-Neuhaus, Haina/Hohes Lohr (geplant) - Osthessen: Heidelstein/Rhön, Kreuzberg, Rimberg, Schlüchtern, Bad Hersfeld (Wippershainer Höhe) (geplant) - Mittelhessen: Biedenkopf (Sackpfeife), Diez/Lahntal, Gießen (Dünsberg), Herborn-Burg, Driedorf/Höllberg (Westerwald), Hoherodskopf (Vogelsberg) (geplant) - Rhein/Main: Großer Feldberg (Taunus), Frankfurt (Europaturm), Gelnhausen (Schnepfenkopf), Hohe Wurzel, Mainz-Kastel - Südhessen: Darmstadt-Weiterstadt, Hardberg, Würzberg, Krehberg (Odenwald) (geplant) |
| 8B MDR Thueringen (D__00229) | DAB-Block des MDR - MDR Jump (88 kbps) - MDR Kultur (88 kbps) - MDR Tweens (80 kbps) - MDR Sputnik (88 kbps) - MDR Aktuell (72 kbps) - MDR Klassik (112 kbps) - MDR Schlagerwelt (TH) (88 kbps) - MDR Thüringen Mitte-West (Erfurt) (88 kbps) - MDR Thüringen Ost (Gera) (88 kbps) - MDR Thüringen Süd (Suhl) (88 kbps) - MDR Thüringen Nord (Heiligenstadt) (88 kbps) - MDR TPEG (16 kbps) - MDR EPG (16 kbps)                                                                       | 10       | D                                           | V                                         | Altenburg, Bleßberg (Sonneberg), Dingelstädt, Erfurt (Funkhaus), Gera (Langenberg), Hoher Meißner, Inselsberg, Jena (Oßmaritz), Kreuzberg, Kulpenberg, Lobenstein (Sieglitzberg), Reichenbach (Netzschkau), Saalfeld (Kulm), Saalfeld (Remda), Suhl (Erleshügel), Weimar (Ettersberg) |
| 10A Unterfranken (D__00308)  | DAB-Block des Bayerischen Rundfunks - Bayern 1 (Mainfranken) (96 kbps) - Bayern 1 (Schwaben) (96 kbps) - BR24live (64 kbps, Mono) - Radio Teddy (72 kbps) - egoFM (72 kbps) - Gong Würzburg (72 kbps) - Charivari Würzburg (72 kbps) - Radio Primavera (72 kbps) - Galaxy Aschaffenburg (72 kbps) - Primaton (72 kbps) - Radio Hashtag+ (72 kbps) - Arabella Bayern (96 kbps) - Rock Antenne Bayern (72 kbps) - BR EPG (8 kbps)                                                       | 25       | D                                           | V                                         | Alzenau-Hahnenkamm, Burgsinn, Dettelbach, Ebern, Gemünden, Hammelburg, Kreuzberg, Miltenberg-Wenschdorf, Neustadt am Main, Obernburg am Main, Ostheim/Heidelberg, Pfaffenberg, Schweinfurt (Schonungen), Volkach, Wertheim, Würzburg (Frankenwarte), Zeil am Main |
| 11D BR Bayern (D__00165)     | DAB-Block des Bayerischen Rundfunks - Bayern 1 (Oberbayern) (96 kbps) - Bayern 1 (Niederbayern/Oberpfalz) (96 kbps) - Bayern 1 (Franken) (96 kbps) - Bayern 2 (96 kbps) - Bayern 3 (96 kbps) - BR-Klassik (144 kbps) - BR24 (72 kbps, Mono) - BR Schlager (96 kbps) - Puls (96 kbps) - BR Heimat (128 kbps) - BR Verkehr (16 kbps, Mono) - Antenne Bayern (80 kbps) - BR EPG (8 kbps Daten) - ARD TPEG (24 kbps)                                                                      | 10       | D                                           | V                                         | - Unterfranken: Alzenau (Hahnenkamm), Burgsinn (Main-Spessart), Dettelbach, Ebern, Gemünden, Hammelburg, Kreuzberg (Rhön), Miltenberg-Wenschdorf, Neustadt am Main, Obernburg am Main, Ostheim/Heidelberg, Pfaffenberg (Aschaffenburg), Schweinfurt (Schonungen), Volkach, Wertheim, Würzburg (Frankenwarte), Zeil am Main - Oberfranken: Bad Steben, Bamberg (Geisberg), Burgwindheim (geplant), Coburg (Eckardtsberg), Hof (Labyrinthberg), Kronach, Kulmbach, Ludwigsstadt (Ebersdorf), Ochsenkopf (Fichtelgebirge), Pegnitz - Mittelfranken: Büttelberg, Hesselberg, Hersbruck, Nürnberg (Fernmeldeturm), Rothenburg ob der Tauber, Treuchtlingen, Weißenburg - Oberpfalz: Altenstadt, Amberg (Hirschau), Amberg-Süd, Dillberg (Neumarkt), Fuchsmühl, Geigant, Hoher Bogen (Furth im Wald), Hohe Linie (Regensburg), Kallmünz (geplant), Pfreimd, Schönsee (Drechselberg), Weigendorf - Niederbayern: Brotjacklriegel, Deggendorf (Aletsberg), Dingolfing, Einödriegel, Kelheim, Landshut (Altdorf), Mainburg, Mallersdorf-Pfaffenberg, Oberfrauenwald, Passau (Kühberg), Pfarrkirchen, Rattenberg, Rotthalmünster, Viechtach (Weigelsberg) (geplant), Vilsbiburg - Schwaben: Augsburg (Hotelturm), Augsburg (Welden), Balderschwang (Oberberg), Grünten, Hühnerberg (Harburg), Markt Wald, Memmingen, Pfänder (Vorarlberg), Pfronten (Breitenberg), Ulm (Kuhberg) - Oberbayern: Bad Tölz (Gaißach), Berchtesgaden (Jenner), Eichstätt, Fürstenfeldbruck (Schöngeising), Gelbelsee, Herzogstand (Fahrenbergkopf), Hochberg (Traunstein), Hohenpeißenberg, Inntal (Ebbs), Isen, München-Freimann, München-Ismaning, München (Olympiaturm), Neuötting, Oberammergau (Laber), Pfaffenhofen (Wolfsberg), Pfaffenhofen (BR), Reit im Winkl, Untersberg (Salzburg), Tegernseer Tal (Wallberg), Wasserburg am Inn (Koblberg), Wendelstein (Bayrischzell) |

### Digitales Fernsehen (DVB-T2)
Die DVB-T2-Ausstrahlungen auf dem Kreuzberg laufen seit dem 8. November 2017 und sind im Gleichwellenbetrieb (Single Frequency Network) mit anderen Sendestandorten.
| Kanal | Frequenz (in MHz) | Multiplex         | Programme im Multiplex | ERP (in kW) | Antennen- diagramm rund (ND)/ gerichtet (D) | Polari- sation horizontal (H)/ vertikal (V) | Modulations- verfahren | FEC | Guard- intervall | Bitrate (in MBit/s) | SFN                                                |
| ----- | ----------------- | ----------------- | --- | ----------- | ------------------------------------------- | ------------------------------------------- | ---------------------- | --- | ---------------- | ------------------- | -------------------------------------------------- |
| 36    | 594               | ARD Digital (BR)  | - Arte HD - Das Erste HD - One HD - Phoenix HD - tagesschau24 HD - NDR Fernsehen HD (Niedersachsen)                                                                      | 100         | ND                                          | H                                           | 64-QAM                 | 3/5 | 19/128           | 21,56               | Sender Kreuzberg, Frankenwarte, Sender Pfaffenberg |
| 43    | 650               | ARD regional (BR) | - ARD-alpha HD - BR Fernsehen Nord HD - hr-fernsehen HD - MDR Thüringen HD - rbb Berlin HD 1) - BR Fernsehen Süd HD 1) - SWR Fernsehen BW HD - WDR HD Köln (Internet) 2) | 100         | ND                                          | H                                           | 64-QAM                 | 3/5 | 19/128           | 21,56               | Sender Kreuzberg, Frankenwarte, Sender Pfaffenberg |

  1)rbb Berlin außerhalb der Regionalzeiten des BR Fernsehens
 2)Für den Empfang des WDR ist ein hbb-TV fähiges Endgerät erforderlich.
Der ZDFmobil-Multiplex mit den Programmen des ZDF sowie Freenet TV connect kommen vom Sender Heidelstein, der sich zwar in der bayerischen Rhön befindet, aber vom Hessischen Rundfunk genutzt wird.

### Digitales Fernsehen (DVB-T)
Die Ausstrahlung von DVB-T wurde zum 8. November 2017 zugunsten von DVB-T2 HD eingestellt.
| Kanal | Fre- quenz (MHz) | Multiplex                    | Programme im Multiplex                                                                      | ERP (kW) | Antennen- diagramm rund (ND), gerichtet (D) | Polari- sation horizontal (H), vertikal (V) | Modula- tionsver- fahren | FEC | Guard- inter- vall | Bitrate (MBit/s) | SFN                                      |
| ----- | ---------------- | ---------------------------- | ------------------------------------------------------------------------------------------- | -------- | ------------------------------------------- | ------------------------------------------- | ------------------------ | --- | ------------------ | ---------------- | ---------------------------------------- |
| 36    | 594              | ARD Digital (BR)             | - Das Erste (BR) - ARTE - Phoenix - One                                                     | 100      | D (30°–250°)                                | H                                           | 16-QAM                   | 2/3 | 1/4                | 13,27            | Kreuzberg (Rhön), Pfaffenberg (Spessart) |
| 46    | 674              | ARD regional (BR) Nordbayern | - Bayerisches Fernsehen Nord (Franken) - ARD-alpha - mdr Fernsehen Thüringen - hr-fernsehen | 100      | D (30°–250°)                                | H                                           | 16-QAM                   | 2/3 | 1/4                | 13,27            | Kreuzberg (Rhön), Pfaffenberg (Spessart) |

Der ZDFmobil-Multiplex mit den Programmen ZDF, 3sat, KiKA/ZDFneo und ZDFinfo kommt vom Sender Heidelstein, der sich zwar in der bayerischen Rhön befindet, aber vom Hessischen Rundfunk genutzt wird, um Osthessen zu versorgen. Von dort kommen auch andere, vom Sender Kreuzberg nicht abgestrahlte UKW-Programme.
Meist ist der Empfang von DVB-T aus dem hessischen Rhein-Main-Gebiet auch gut möglich. Von dort kommen die Privatsendergruppen RTL Group und ProSiebenSat.1 Media, sowie ein gemischtes Privatbouquet, das auch Tele 5 enthält. Eine vertikal auf den Standort Großer Feldberg im Taunus ausgerichtete Dachantenne ist diesbezüglich die beste Lösung. Zimmer- bzw. Außenantennenempfang ist in günstigen Lagen eventuell aber auch möglich.

### Analoges Fernsehen
Bis zur Umstellung auf DVB-T wurden folgende Programme in analogem PAL gesendet:
| Kanal | Frequenz MHz | Programm       | ERP (kW) | Sendediagramm rund (ND)/ gerichtet (D) | Polarisation horizontal (H)/ vertikal (V) |
| ----- | ------------ | -------------- | -------- | -------------------------------------- | ----------------------------------------- |
| 3     | 55,25        | Das Erste (BR) | 100      | D                                      | V, ca. 1970 H                             |